# Ariane 4

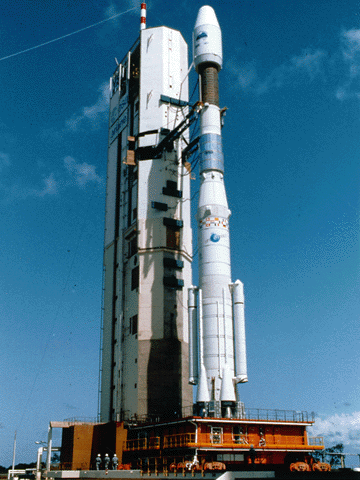
Ariane 4

Ariane 4 a fost o rachetă purtătoare proiectată pentru a transporta sateliți pe orbită geostaționară sau orbită terestră joasă.
A fost construită pentru Agenția Spațială Europeană.